# Red Boiling Springs
La ville américaine de Red Boiling Springs est située dans le comté de Macon, dans l’État du Tennessee. Lors du recensement de 2010, sa population s’élevait à 1 112 habitants.

## Source
- (en) Cet article est partiellement ou en totalité issu de l’article de Wikipédia en anglais intitulé « Red Boiling Springs, Tennessee » (voir la liste des auteurs).